# 13th Floor Elevators
13th Floor Elevators est un groupe américain de rock psychédélique, originaire d'Austin, au Texas. Il est formé en 1966 par Roky Erickson au chant et à la guitare (ex-membre du groupe The Spades d'Austin), de Ronnie Leatherman à la basse, de John Ike Walton à la batterie, de Stacey Sutherland à la guitare et de Tommy Hall à la cruche électrique (electric jug en anglais), instrument qui contribuait pour beaucoup au son original du groupe. Le groupe tire son nom (qui signifie en français : « Ascenseurs pour le 13e étage ») d'une vieille superstition voulant qu'aux États-Unis, les ascenseurs n'indiquent pas le 13e étage.

## Biographie

### Débuts
13th Floor Elevators sont les premiers à utiliser le terme « rock psychédélique », et parmi les premiers à utiliser le mot « psychedelic » dans un disque de rock avec leur album The Psychedelic Sounds of the 13th Floor Elevators et sa pochette graphique vert et pourpre, l'œil et la pyramide, symboles de cette perception supérieure atteinte à travers la prise de LSD.

### Succès
Alliant des compositions rythmées par les guitares et la cruche de Tommy Hall (par exemple le morceau Reverberation) et des titres rocks (You're Gonna Miss Me), le groupe connut une audience notable mais devint la cible des autorités policières pour le caractère supposé subversif de leur musique et l'utilisation réellement abusive de drogues hallucinogènes[réf. nécessaire]. Avant même la sortie de leur premier disque, tout le groupe sera arrêté pour possession de marijuana lors d'une descente dans l'appartement de Tommy Hall, risquant jusqu'à dix ans de prison ferme. Les autorités policières souhaitaient en effet faire du groupe un exemple. Ils ne s'en sortiront que de justesse (Tommy et Stacy écoperont cependant de deux ans de probation).
Les notes de pochette présentent la philosophie du groupe (du moins celle de Tommy Hall, son principal instigateur). Selon celles-ci, l'homme est aliéné par une connaissance de la réalité purement pratique et matérielle, et doit réorganiser toute sa connaissance pour accéder à une sorte de « pureté mentale ». Le fait « d'altérer chimiquement son état mental » est présenté comme un moyen pour accomplir cette quête. Le côté subversif du groupe ne provient pas d'une volonté de choquer, mais dans sa foi absolue (et peut-être aveugle) en ses convictions. « Le nouvel homme voit l'ancien homme (sous-entendu l'homme aliéné) comme l'ancien homme voit le singe ».
Après une tournée à San Francisco, les 13th Floor Elevators regagnent le Texas. En proie à diverses tensions internes, notamment dues à l'utilisation de drogues non-hallucinogènes (speed, héroïne…) répudiées par Tommy Hall, le groupe se sépare. Mais les trois membres principaux, Roky Erickson, Stacy Sutherland et Tommy Hall, se retrouvent assez vite avec deux nouveaux à la basse et à la batterie, et enregistrent Easter Everywhere. Moins « garage » que le premier, ce disque s'ouvre au folk. Le premier morceau, Slip inside this house (repris par Primal Scream), évoque le « troisième œil », tandis que le dernier, Postures, explore la réincarnation. Les titres des chansons sont explicites: Slide Machine, I've Got Levitation.
Alors que les tensions dans le groupe se font ressentir, Roky Erickson et Stacy Sutherland sont tous deux arrêtés courant 1968 en possession de cannabis. Stacy sera condamné à plusieurs mois de prison ferme, et Roky, plaidant la folie pour éviter la prison (il aurait déclaré au tribunal être un martien), est interné dans un hôpital psychiatrique. Mais il s'en évade assez rapidement, un mandat d'arrêt est rapidement lancé contre lui, et il est de nouveau arrêté, à nouveau en possession de stupéfiants. Diagnostiqué schizophrène, il est de nouveau interné après un bref procès, mais comme il s'est déjà échappé, il est cette fois placé dans un hôpital pour « fous criminels », où il subira une série d'électrochocs. Cet enfermement s'étend sur trois ans. Quoi qu'il en soit, cette double arrestation marque la fin des 13th Floor Elevators en tant que groupe. Alors qu'ils sont embourbés dans ces problèmes judiciaires, leur maison de disques sort un faux album live, constitué de quelques morceaux de The Psychedelic Sounds of The 13th Floor Elevators et de reprises rock 'n' roll sorties jusque-là en 45 tours. Des applaudissements sont rajoutés par-dessus. À sa sortie de prison, Stacy Sutherland enregistrera et composera presque seul Bull of the Woods, troisième album très blues. Si l'on retrouve quelques chansons avec Roky avant son internement, Stacy chante sur la plupart. Malheureusement pour lui, il trouvera la mort tragiquement en 1978, tué accidentellement d'un coup de carabine par sa femme.

### Survie
Après un séjour psychiatrique au cours duquel il écrivit un recueil de poèmes mystiques, openers (qui bénéficia d'ailleurs plus tard d'une publication), et enregistra quelques chansons folk (que l'on trouve sur le disque Never Say Goodbye), Roky Erickson retrouva temporairement un fragile équilibre auprès de sa mère Evelyn et sortit quelques chansons dès 1973 et en 1980, un intéressant disque sous le nom de Roky Erickson and the Aliens. Moins psychédélique mais beaucoup plus rock avec la guitare pleine de distorsions de Duane Aslaksen, les textes parlent notamment de zombies (I Walked With a Zombie), d'extra-terrestres, de chiens à deux têtes (Two Headed Dog'), de vampires (Night of the Vampire), de fantômes (If You Have Ghosts) et de démons (I Think of Demon)…

## Discographie
- 1966 : The Psychedelic Sounds of the 13th Floor Elevators
- 1968 : Easter Everywhere
- 1968 : Live 66
- 1969 : Bull of The Woods
- 1985 : Fire in My Bones (studio et live)
- 1987 : Elevators Tracks (studio et live, enregistré en 1966)
- 1988 : Rockius of Levitatum! (enregistré en 1966-1967)
- 1988 : Demos Everywhere
- 1988 : The Original Sound of the Thirteen Floor Elevators (LP studio et live 66)